# Казаково (Новосибірська область)
Казаково (рос. Казаково) — присілок у Коченевському районі Новосибірської області Російської Федерації.
Входить до складу муніципального утворення Шагаловська сільрада. Населення становить 231 особа (2010).

## Історія
Згідно із законом від 2 червня 2004 року органом місцевого самоврядування є Шагаловська сільрада.

## Населення
| 1926 | 2002 | 2007 | 2010 |
| ---- | ---- | ---- | ---- |
| 1698 | ↘226 | ↗229 | ↗231 |